# David Knopfler
David Knopfler (ur. 27 grudnia 1952 w Glasgow) – brytyjski muzyk, gitarzysta, członek pierwotnego składu brytyjskiej grupy rockowej Dire Straits. Brat Marka Knopflera.

## Dyskografia
Dire Straits
- 1978 – Dire Straits
- 1979 – Communiqué

Albumy solowe
- 1983 Release[3]
- 1984 Behind the Lines
- 1985 Cut the Wire
- 1988 Lips Against the Steel
- 1991 Lifelines
- 1993 The Giver
- 1995 Small Mercies
- 2002 Wishbones
- 2004 Ship of Dreams[4]
- 2006 Songs for the Siren[5]
- 2019 Heartlands[6]
- 2020 Last Train Leaving[7]
- 2021 Shooting for the Moon[8]
- 2022 Skating on the Lake[9]